# Negredo
Negredo település Spanyolországban, Guadalajara tartományban. Negredo Pálmaces de Jadraque, Angón, Viana de Jadraque, Cendejas de Enmedio és Torremocha de Jadraque községekkel határos. Lakosainak száma 13 fő (2024).

## Népesség
A település népessége az utóbbi években az alábbiak szerint változott:
| Lakosok száma | 19   | 20   | 20   | 19   | 23   | 23   | 15   | 17   | 17   | 13   |
|               | 2001 | 2004 | 2006 | 2009 | 2011 | 2014 | 2016 | 2019 | 2021 | 2024 |